# Good Times (film 2004)
Good Times è un documentario di Alessandro Cassigoli e Dalia Castel del 2004 che racconta la vita ad Abu Dis, un sobborgo palestinese di Gerusalemme diviso in due parti da un muro.
È stato selezionato in numerosi festival internazionali e ha ottenuto diversi premi.

## Trama
Abu Dis è un villaggio palestinese nella periferia est di Gerusalemme. Nel 2002 il governo israeliano costruisce un muro che divide il villaggio in due parti, con lo scopo dichiarato di contrastare il terrorismo. Il muro non tiene in considerazione che molti vivono da una parte e lavorano dall'altra ed è un ostacolo per gli spostamenti quotidiani. Il documentario mostra la vita quotidiana degli abitanti, il loro strano rapporto con i soldati israeliani addetti ai controlli, le loro speranze.

## Riconoscimenti
- Primo Premio Miglior corto al Full Frame Documentary Film Festival (USA 2005)
- Premio "ver.di" al Dok Leipzig Festival (Germania 2004)
- Primo Premio al Festival Punto de Vista (Spagna 2005)[1]
- Audience Award e Human Rights Award al Documenta Madrid (Spagna 2005)[2]
- Primo Premio al Cinema del Reale (Italia 2005)[3]
- Human Rights Award al Carmona Film Festival (Spagna 2005)
- Primo premio al Danifilma Mediterranean Festival of Documentary Films (Bosnia e Erzegovina 2006)[4]
- Primo premio a Artimage Graz (Austria 2006)[5]
- Primo premio Urban TV (Spagna 2007)[6]